# Cercyon roseni
Cercyon roseni är en skalbaggsart som beskrevs av Knisch 1922. Cercyon roseni ingår i släktet Cercyon och familjen palpbaggar. Inga underarter finns listade i Catalogue of Life.